# Рам Натх Ковінд
Рам Натх Ковінд (нар. 1 жовтня 1945, село Параунх, Рамабайнагар, Об'єднані провінції, Британська Індія) — індійський державний діяч, 14-й президент Індії (2017—2022). Раніше — губернатор Біхару від 2015 до 2017 року.
З 1994 по 2006 рік займав посаду депутата парламенту Радж'я Сабха.
Призначений кандидатом у президенти від правлячої партії і виграв президентські вибори в 2017 році. Його суперник — кандидат в президенти Мейра Кумар набрала 34,35 % всіх голосів, тоді як Ковінд набрав 65,65 % від загальної кількості голосів.